# Championnat d'Irlande du Nord de football 1923-1924
Navigation
Édition précédente Édition suivante
Le trentième Championnat d'Irlande du Nord de football se déroule en 1923-1924. Ce championnat marque un tournant dans l’histoire de l’épreuve. 
Après la séparation de l’Irlande et de l’Irlande du Nord et donc le retrait des clubs de Dublin, et après 3 années de flottement puis de préparation, la fédération nord–irlandaise réorganise son championnat à l’échelle de la province. Quatre nouveaux clubs font leur apparition dans le championnat : Barn Carrickfergus, Larne FC, Newry Town, Ards FC. Ces équipes représentent aussi de nouvelles villes, permettant d’étendre l’intérêt du championnat à l’extérieur des limites de Belfast. Afin de sécuriser les équipes intégrant l’épreuve, aucune relégation n’est organisée cette année-là.
Bien au contraire, deux nouvelles équipes sont attendues pour l’année 1924-1925 et notamment la réintégration du Belfast Celtic.
Queen's Island FC gagne son premier titre de champion et réalise aussi le doublé en remportant aussi la Coupe d’Irlande du Nord. Ce sera son unique titre.

## Les 10 clubs participants
- Ards FC
- Barn Carrickfergus
- Cliftonville FC
- Distillery FC
- Glenavon FC
- Glentoran FC
- Larne FC
- Linfield FC
- Newry Town
- Queen's Island FC

## Classement
| Rang | Équipe             | Pts | J  | G  | N  | P  | Bp | Bc | Diff |
| ---- | ------------------ | --- | -- | -- | -- | -- | -- | -- | ---- |
| 1    | Queen's Island FC  | 26  | 18 | 12 | 4  | 2  | 48 | 18 | +30  |
| 2    | Distillery FC      | 20  | 18 | 7  | 6  | 5  | 32 | 30 | +2   |
| 3    | Linfield FC        | 20  | 18 | 8  | 4  | 6  | 31 | 27 | +4   |
| 4    | Glenavon FC        | 20  | 18 | 5  | 10 | 3  | 27 | 30 | -3   |
| 5    | Glentoran FC       | 19  | 18 | 9  | 1  | 8  | 32 | 23 | +9   |
| 6    | Cliftonville FC    | 18  | 18 | 6  | 6  | 6  | 24 | 24 | 0    |
| 7    | Barn Carrickfergus | 16  | 18 | 6  | 4  | 8  | 23 | 29 | -6   |
| 8    | Larne FC           | 16  | 18 | 6  | 4  | 8  | 33 | 43 | -10  |
| 9    | Ards FC            | 14  | 18 | 5  | 4  | 9  | 18 | 30 | -12  |
| 10   | Newry Town         | 9   | 18 | 2  | 5  | 11 | 25 | 39 | -14  |

|  | Champion d'Irlande du Nord |
|  | Relégation                 |

## Bilan de la saison
| Tableau d'Honneur                         |                   |
| Compétition                               | Vainqueur         |
| Championnat d'Irlande du Nord de football | Queen's Island FC |
| Coupe d'Irlande du Nord de football       | Queen's Island FC |

| Promotions et relégations |                             |
| Relégués                  | Aucun                       |
| Promus                    | Belfast Celtic Portadown FC |